# Quartet de corda núm. 7 (Xostakóvitx)
El Quartet de corda núm. 7 en fa sostingut menor, op. 108, va ser compost per Dmitri Xostakóvitx el 1960. Va ser estrenat pel Quartet Beethoven (Dmitri Tsiganov, Vassili Xirinski, Vadim Borissovski, Serguei Xirinski) el 15 de maig de 1960 a la Sala Glinka de Leningrad. El va dedicar a la seva primera esposa, Nina Varzar, recentment morta.

## Estructura
L'obra té tres moviments amb una durada aproximada de 12 minuts:
1. Allegretto
2. Lento
3. Allegro

## Origen i context
Durant el desglaç i la Guerra Freda, Xostakóvitx va demostrar una fortalesa impertorbable. Tot i les crisis que afectaven el seu entorn, ell va mantenir-se constant i va evitar exposar-se. Mentre el règim soviètic guanyava suport entre sectors intel·lectuals europeus anticapitalistes, els artistes navegaven les pressions de l'oficialisme sovint amb dobles significats en les seves obres. Xostakóvitx, fins i tot en moments aparentment menys prolífics, va saber esquivar el risc de desgast creatiu o polític.
El 1959, Xostakóvitx va començar una etapa destacada amb la composició del Concert per a violoncel núm. 1, dedicat a Mstislav Rostropóvitx, i del cicle de cançons Sàtires, escrit per Galina Vixnévskaia. Aquest any també és recordat per la creació del Quartet núm. 8, una obra mestra composta tan sols tres mesos després del setè quartet.

## Anàlisi musical
Aquest quartet, amb els tres moviments units (Allegretto-Lento-Allegro), destaca per la seva forta introspecció, probablement deguda a la dedicatòria a Nina Varzar, la primera esposa de Xostakóvitx. Malgrat ser poc valorada, la peça anticipa elements característics del seu estil tardà. Alan George, del Quartet Fitzwilliam, el compara amb Beethoven i Bartók, subratllant com Xostakóvitx explota les parts individuals per crear una irònica desolació. Un exemple és el segon moviment, amb només sis compassos a quatre parts, mentre que el tercer moviment, un vals, transforma la melodia inicial en un desenvolupament sorprenent.